# Mavis Adjei
Mavis Adjei là một nữ diễn viên Ghana gốc Hà Lan.

## Tuổi thơ và giáo dục
Adjei đến từ thị trấn kim cương Akwatia ở khu vực phía đông Ghana. Cô có học vấn cấp hai tại trường trung học Swedru ở khu vực miền Trung Ghana từ năm 1994 đến năm 1996.

## Nghề nghiệp
Với hơn 25 bộ phim đáng tin cậy, các vai diễn trong phim của cô bao gồm các vai diễn đáng chú ý trong Nhật ký Amsterdam, Tình yêu & Chính trị, Tiền nhà thờ, Obaa pa và nhiều bộ phim khác. Cô cũng đóng vai chính trong nhiều loạt xà phòng ở Ghana.

## Cuộc sống cá nhân
Adjei sống ở Hà Lan với bạn trai lâu năm Geoffrey Osei-Bonsu, một Giám đốc truyền hình/Giám đốc kinh doanh nổi tiếng, người mà cô có một cô con gái Tyra. Vào tháng 11 năm 2008, cô được báo cáo là đã sinh con trai.